# GO!GO!EIGO
GO!GO!EIGO（ゴー!ゴー!エイゴ）は2004年4月から2013年3月までBSフジで放送された子供向けテレビ番組である。

## 概要
遊び感覚で楽しく英語を身につける番組。平日は15分、土曜・日曜は30分。

## 主なコーナー
- Here you are
- GO!GO!REPORT
- CHARENGE!!
- SAMURAI
- TE-ASOBI
- モンキャラメル
- EIGOおしえ隊 O・C・A・T!
- Where is moja?
- How many MOJA REDs are rhere?
- ENGRISH DE GOZARU
- Reinbow Theater

## 出演者
MOJA RAINBOW（平日担当MC）
- 三船美佳

HARUKA
- 春香クリスティーン

NICK
- ニック（タイムボム）

MOJA KIDS
- 澤田萌音
- 柴崎楽

その他
- ポカスカジャン（大久保乃武夫・タマ伸也・中山省吾）
- 3ガガヘッズ（トニー淳・正源敬三・パーマーイ雅晴）
- 藤野大輝

MOJA COLORS
- ECCまたはECCジュニアの講師

MOJA JOUNIRE（土曜・日曜担当MC）
- ECCジュニアの生徒

## 放送時間
- 月曜日 - 金曜日 7:00 - 7:15（～2012.3/30）
- 土曜日 7:30 - 8:00
- 日曜日 11:00 - 11:30（～2012.3/31）
- 日曜日 8:00 - 8:30（2012.4/1～2013.3/31）

## スタッフ
- 制作協力：ECC
- 制作著作：BSフジ